# Darwinisme
Pour les articles homonymes, voir darwinisme (homonymie).

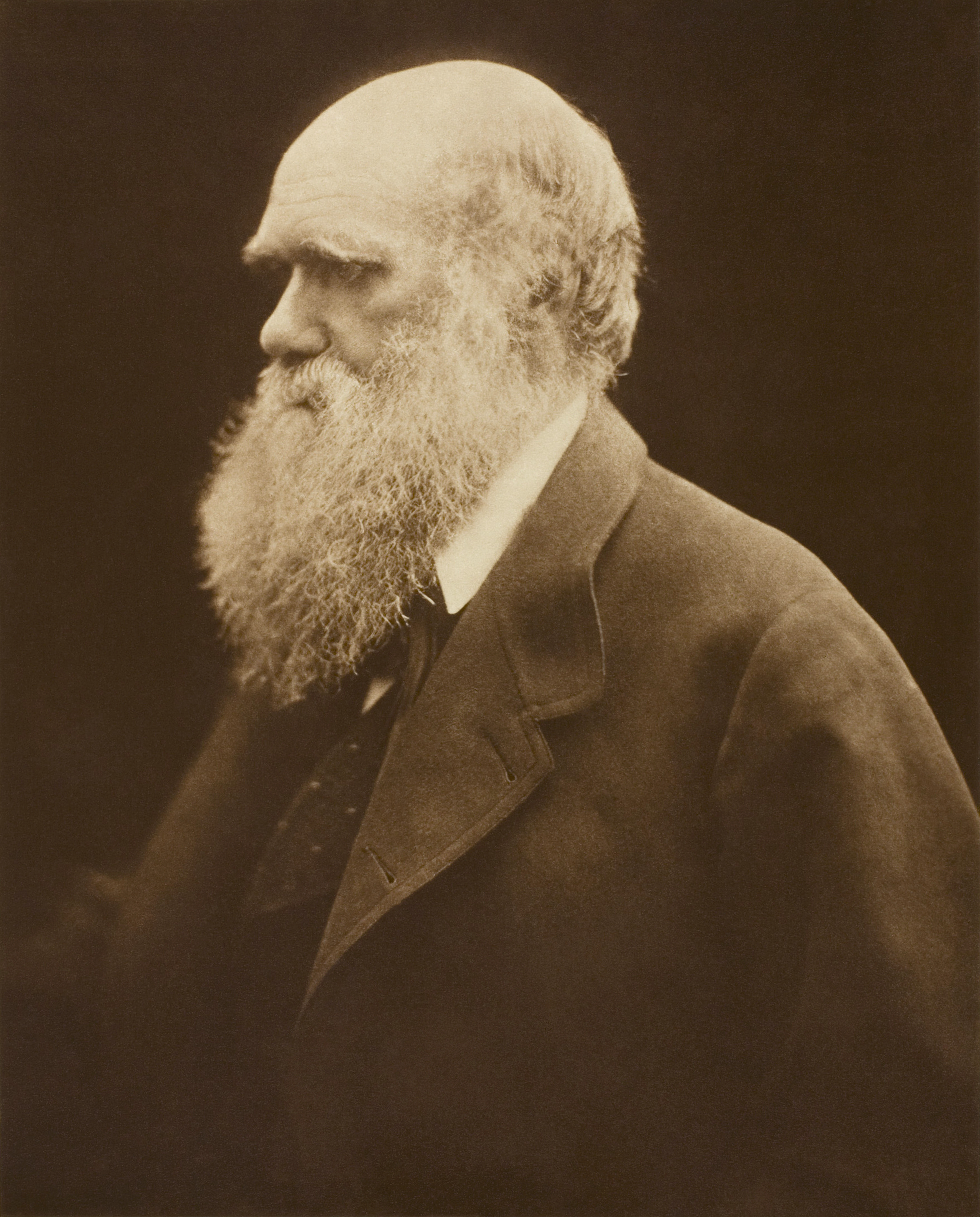
Le naturaliste Charles Darwin, photographié en 1868.

Le darwinisme désigne, en son sens strict, la théorie formulée en 1859 par le naturaliste anglais Charles Darwin, qui explique « l'évolution biologique des espèces par la sélection naturelle et la concurrence vitale ».
L'évolution darwinienne désigne aussi dans un sens élargi l'évolution autonome d'un ensemble quelconque (population, distribution de caractères, etc.) sur plusieurs générations.

## Théories de l'évolution

### Lamarck
Au début du XIXe siècle, l'existence d'espèces éteintes ne fait plus de doute dans la communauté scientifique, grâce notamment aux travaux de Georges Cuvier sur les mammouths et sur les mastodontes. En 1808, Jean-Baptiste de Lamarck propose une théorie explicative de ce phénomène par l'évolution des espèces, qu'il fonde notamment sur l'hypothèse de la transmission des caractères acquis par l'adaptation au milieu.

### Darwin
En 1859, dans son ouvrage L'Origine des espèces, Charles Darwin explique l'évolution des espèces par un mécanisme de changements aléatoires graduels d'une génération à l'autre, transmis par l'hérédité et orientés par la sélection naturelle.

## Darwinisme

### En biologie
Le terme darwinisme est introduit dès 1864 par le biologiste Thomas Henry Huxley et non par Alfred Russel Wallace, codécouvreur de la sélection naturelle. La première attestation du terme « darwinisme » date de 1856, mais en référence aux théories évolutionnistes du grand-père de Charles Darwin, Erasmus Darwin, lui-même scientifique et poète anglais.
Wallace parle de « pure-darwinism » pour qualifier sa vision de la sélection naturelle (parfois aussi dénommée « wallacéisme »), plutôt que simplement de darwinism,.
Les idées de Darwin sont longtemps restées controversées, et ce jusqu'à la formulation de la théorie synthétique de l'évolution en 1942. On appelle parfois cette période l'éclipse du darwinisme. De nombreux naturalistes français sont longtemps restés fidèles aux idées de Lamarck. La théorie de la sélection naturelle était encore contestée au début du XXe siècle par plusieurs propositions concurrentes émanant de différents chercheurs européens et américains.

### En sciences sociales
Le terme darwinisme a été rapidement étendu à d'autres domaines. Il a notamment été employé par Herbert Spencer pour désigner le « darwinisme social ». Pour Spencer, la concurrence apparait comme une caractéristique primordiale des rapports sociaux, qui produit un ordre naturellement inégalitaire.
À l'inverse, Pierre Kropotkine relativise l’importance de la concurrence dans le processus évolutif et privilégie l’entraide et l’altruisme, autres facteurs de l’évolution, comme rapports fondamentaux des relations sociales.

## Darwinisme et enseignement
Aux États-Unis, l'enseignement de la théorie de l'évolution a été interdit ou remis en cause à partir des années 1920 en Floride, en Oklahoma et au Tennessee, aboutissant dans cet état au Butler Act en 1925. Des campagnes visant à obtenir son interdiction ont également été menées un peu partout dans le pays. Cette interdiction a conduit en 1925 au procès du singe, l'un des procès les plus célèbres de l'époque.
Si les théories de Darwin sont enseignées dans la plupart des pays, elles ne sont pas abordées dans quelques pays, essentiellement pour des raisons religieuses, le darwinisme s'opposant au créationnisme enseigné notamment par les religions monothéistes (judaïsme, christianisme et islam).
Ainsi, aux États-Unis, selon une étude de 2011 publiée par la revue Science et menée auprès d'un échantillon représentatif de 926 professeurs de biologie enseignant à l'école publique, une majorité d'entre eux soit ne traitent pas du sujet, soit placent la théorie darwinienne sur le même plan que le créationnisme.
En Turquie, à partir de 2019, la théorie de l'évolution est bannie des programmes scolaires du secondaire (collège et lycée) pour n'être abordée que dans l'enseignement supérieur. En 2011 déjà, le pays avait bloqué des sites sur Darwin et la théorie de l’évolution.